# Köstitz
Köstitz ist ein Ortsteil der Stadt Pößneck im thüringischen Saale-Orla-Kreis.

## Geografie
Köstitz liegt am nordöstlichen Stadtrand von Pößneck und wird im Süden von der Bundesstraße 281 tangiert, von der die Landesstraße 1108 Richtung Orlamünde abzweigt. Das ehemalige Dorf befindet sich im ländlichen Raum der Orlasenke und des Tals gen Orlamünde.

## Geschichte
Köstitz wurde 1350 urkundlich ersterwähnt. Besiedelt wurde das Gebiet jedoch bereits in der Bronzezeit, wie u. a. in einem Erdfall zwischen Köstitz und Rehmen beim Torfabbau gefundene Keramik und weitere Artefakte es belegen.